# Jeff Beck Group (album)
Jeff Beck Group – album studyjny brytyjskiego zespołu muzycznego The Jeff Beck Group. Wydawnictwo ukazało się w kwietniu 1972 roku nakładem wytwórni muzycznej Epic Records. 20 grudnia 1989 roku płyta uzyskała status złotej w Stanach Zjednoczonych.

## Lista utworów
Opracowano na podstawie materiału źródłowego.
| Nr | Tytuł utworu                                | Autorzy                                                  | Długość |
| -- | ------------------------------------------- | -------------------------------------------------------- | ------- |
| 1. | „Ice Cream Cakes”                           | Jeff Beck                                                | 5:40    |
| 2. | „Glad All Over”                             | Aaron Schroeder, Sid Tepper, Roy Bennett                 | 2:58    |
| 3. | „Tonight I'll Be Staying Here with You”     | Bob Dylan                                                | 4:59    |
| 4. | „Sugar Cane”                                | Beck, Steve Cropper                                      | 4:07    |
| 5. | „I Can't Give Back the Love I Feel For You” | Valerie Simpson, Nickolas Ashford, Brian Holland         | 2:42    |
| 6. | „Going Down”                                | Don Nix                                                  | 6:51    |
| 7. | „I Got to Have a Song”                      | Stevie Wonder, Don Hunter, Lula Mae Hardaway, Paul Riser | 3:26    |
| 8. | „Highways”                                  | Beck                                                     | 4:41    |
| 9. | „Definitely Maybe”                          | Beck                                                     | 5:02    |
|    |                                             |                                                          | 40:26   |

## Listy sprzedaży
| Lista         | Kraj              | Pozycja |
| ------------- | ----------------- | ------- |
| Billboard 200 | Stany Zjednoczone | 19      |